# Zeche Alte Bommerbank
Die Zeche Alte Bommerbank war ein Bergwerk in Bommern. Die Zeche trug ursprünglich den Namen Bommerbank, zeitweise auch Altebommerbank. Ab 1811 wurde das Bergwerk auch zeitweise Zeche Alte Bommerbank & Helena Gertrud genannt. Das Bergwerk gehörte zum Märkischen Bergamtsbezirk und dort zum Geschworenenrevier Schlebusch.

## Geschichte

### Neue BommerbankundHelene Gertrud
Das Bergwerk war bereits lange vor dem Jahr 1743 in Betrieb. Nachweislich wurde die Neue Bommerbank am 9. Februar 1743 verliehen. Am 10. Juni 1754 erfolgte die Vermessung, anschließend war das Bergwerk weiter in Betrieb. Die Zeit zwischen 1755 und 1775 war eine sehr bewegte Zeit für das Bergwerk. Phasen des Betriebs und Phasen des Stillstands wechselten sich ab. Im Jahr 1755 war das Bergwerk zeitweise in Betrieb. Gemäß den Aufzeichnungen des Amtes Wetter war im Jahr 1755 Herr Keßeler als Schichtmeister auf dem Bergwerk tätig. Gewerke war Doctor Funcke. In den Jahren 1756, 1758 bis 1759 und 1761 bis 1762 sowie ab 1769 war das Bergwerk ebenfalls nachweislich in Betrieb. Über die Zeit zwischen 1775 und 1787 wird nur wenig über das Bergwerk berichtet. Im Jahr 1790 erfolgte am 10. April die Verleihung des Längenfeldes westlich des Bommersbänker Erbstollns. Ab 1791 wurde der Stollen abgebaut und ab 1800 wurde durch den Stollen gefördert.
Im Jahr 1805 wurden die Vorräte über der Stollensohle abgebaut, danach wurde der Betrieb eingestellt. Die Lösung erfolgte durch das Bergwerk Bommersbänker Erbstolln, der Gewinn betrug 15 Lachter Bauhöhe. Zwischen 1805 und 1811 war das Bergwerk nur zeitweise in Betrieb, die andere Zeit war es in Fristen gesetzt. Ab 1811 förderte die Alte Bommerbank gemeinsam mit der Zeche Helene Gertrud aus Göpelschächten. Die Zeche Alte Bommerbank besaß die eigenen Göpelschächte Henriette, Friedrich und Engelberth. Am 25. Januar 1813 erfolgte die Vereinigung mit der Zeche Helene Gertrud, die Betriebsabrechnung der beiden Bergwerke erfolgte jedoch weiterhin getrennt. Es wurden weitere Göpelschächte in Abständen von 50 bis 200 Metern bis auf das Erbstollenniveau geteuft. Die Förderung erfolgte je nach Bedarf über diese Göpelschächte. Im Jahr 1819 ging der Göpelschacht Mina und zwei Jahre später der Göpelschacht Carl in Förderung. Ab 1830 Förderung über die im oberen Muttental gelegenen Göpelschächte Gotthilf, Mina und Hoffnung. Ab 1834 wurde aus den Schächten Gotthilf und Hoffnung gefördert, das Bergwerk war wiederum nur zeitweise in Betrieb. Im Jahr 1837 wurde Schacht Henriette verfüllt. Ab 1842 standen nur noch Schacht Gotthilf und ab 1845 Schacht Friedrich in Förderung.

### Alte Bommerbank & ErbstollenundZeche Vereinigte Bommerbänker Tiefbau
Im Jahr 1850 erfolgte eine teilweise Vereinigung mit der Zeche Alte Bommerbank & Erbstollen. Zwei Jahre später waren im Baufeld nur noch 2 Örter belegt. Ab 1855 dann gemeinsame Nennung mit der Zeche Alte Bommerbank & Erbstollen. Zu diesem Zeitpunkt war der Stollen von den linken Ruhrhängen bereits 1950 Lachter aufgefahren worden. Im Jahr 1856 kam es zu einem Schachtverbruch eines alten nicht mehr genutzten Schachtes. Der Schacht befand sich auf einem Grundstück, welches im Privatbesitz war und musste entsprechend gesichert werden. Bei diesem Schacht handelte es sich vermutlich um den Schacht Henriette. Im Jahr 1861 erfolgte die Förderung über den Göpelschacht Engelberth. Am 20. Mai 1862 wurde das Bergwerk mit 19 weiteren Kleinzechen zur Zeche Vereinigte Bommerbänker Tiefbau konsolidiert. Im Jahr 1867 wurde das alte Baufeld stillgelegt.

## Belegschaft und Förderung
Die ersten Förderzahlen werden für das Jahr 1830 genannt, in dem 4.329 Tonnen Steinkohle gefördert wurden. Im Jahr 1833 betrug die Förderung 25.909 Scheffel (umgerechnet 1.295 t). Im Jahr 1835 sank die Förderung auf 813 Tonnen (12.260 Scheffel). Drei Jahre später wurden mit zwanzig Bergleuten 3.238 Tonnen (64.756 Scheffel) Kohle gefördert. Im Jahr 1840 sank die Förderung wieder auf 2.618 Jahrestonnen ab. Im Jahr 1845 wurden mit acht bis dreizehn Bergleuten insgesamt rund 1.642 Tonnen (32.830 Scheffel) gefördert. Zwei Jahre später sank die Förderung erneut auf nunmehr 1.236 Tonnen (24.725 Scheffel), die Belegschaftsstärke lag zwischen fünf und zwölf Bergleuten. Im Jahr 1852 wurden 1.200 Tonnen (24.000 Scheffel) gefördert. Nach der Zusammenlegung mit der Zeche Alte Bommerbank & Erbstollen im Jahr 1855 betrug die Förderung 3.993 preußische Tonnen. Diese Förderung wurde von sechs Bergleuten erbracht. Die letzte Förderzahl ist für das Jahr 1861 genannt, sie betrug 150 Tonnen (3.000 Scheffel). 1864 waren noch sechs und 1866 nur drei Bergleute auf der Zeche beschäftigt.